# Julius Olsen
Julius Olsen, född 1796, död 1862, var en dansk skådespelare och teaterdirektör. 
Han var ledare för ett teatersällskap som blivit välkänt i både Norges och Danmarks teaterhistoria. I Norge bestod yrkesteatern länge av turnerade danska sällskap som hans, och hans tillhörde de mer kända. Hans teater var engagerat i Drammen 1827, och därefter fram till 1833 främst i Bergen. Många av de samtida mer välkända scenartisterna var verksamma i hans sällskap. Han turnerade sedan exklusivt i Danmark 1848–1862.   